# Colobothea varica
Colobothea varica är en skalbaggsart som beskrevs av Bates 1865. Colobothea varica ingår i släktet Colobothea och familjen långhorningar. Inga underarter finns listade i Catalogue of Life.